# Muraena lentiginosa
Muraena lentiginosa is een straalvinnige vis uit de familie van murenen (Muraenidae), orde palingachtigen (Anguilliformes), die voorkomt in het oosten en het zuidoosten van de Grote Oceaan op diepten van 5 tot 25 m.
Muraena lentiginosa kan een maximale lengte bereiken van 61 cm. Het lichaam van de vis heeft een aalachtige vorm.
Het dieet van de vis bestaat hoofdzakelijk uit dierlijk voedsel, waarmee het zich voedt door te jagen op macrofauna en vis.
De soort komt als niet bedreigd voor op de Rode Lijst van de IUCN.